# Mohamed Kamal (futsal)
Pour le footballeur marocain, voir Mohamed Kamal.
Mohamed Kamal (en arabe : محمد كمال) né le 20 juillet 2001 à Casablanca (Maroc), est un joueur de futsal international marocain.

## Biographie

### Carrière en club
Mohamed Kamal naît à Casablanca, et se forme d'abord au Sporting Casablanca puis à l'Amal de Tit Mellil (ASA2). Le joueur évolue ensuite chez les Lions de Chaouia (ALC) avant de rejoindre le Feth Settat (CFSS), un autre club évoluant en D1.

### Carrière internationale
En 2022, il est sélectionné pour représenter le Maroc à la Coupe arabe universitaire de futsal, sous l'égide de la Fédération royale marocaine de sport universitaire. Il atteint ainsi la finale de la compétition, éliminé par l'Egypte.
Il est appelé pour la première fois par le sélectionneur Hicham Dguig pour un stage de préparation du 22 au 28 août 2022 au Centre sportif de Maâmora pour préparer la Coupe des confédérations de futsal qui a lieu en septembre,,. Il n'est finalement pas retenu dans la liste finale.
Le 21 décembre 2022, il honore sa première sélection avec l'équipe du Maroc face à l'équipe de la Lettonie au Complexe Mohammed VI à Salé (victoire, 7-2).
En fin février 2023, il est rappelé par Hicham Dguig pour deux doubles confrontations amicales : face à l'Irak et l'Estonie. Cependant, il ne fait aucun entrée en jeu. Cependant, il est retrogradé en équipe du Maroc -23 ans pour prendre part à une double confrontation contre la France -23 ans, qui se solde sur une victoire de 6-1 dans lequel Mohamed Kamal est l'auteur du cinquième but marqué.
Il est convoqué pour prendre part à un tournoi international organisé par la FRMF du 13 au 18 avril 2023 et qui voit la participation de la France, la Croatie et le Japon. Mais Hicham Dguig ne lui donne pas de temps de jeu non plus durant ce stage.
Dans le cadre des préparations à la Coupe arabe 2023, Mohamed Kamal est convoqué pour une double confrontation amicale face à la Slovaquie les 27 et 29 mai au Complexe Mohammed VI.
Le 9 août 2023, il inscrit son premier but international contre la Roumanie dans un match qui se termine sur une victoire marocaine (6-1).

## Statistiques

### En sélection
Le tableau suivant liste les rencontres de l'équipe du Maroc auxquelles Mohamed Kamal a pris part depuis le 21 décembre 2022 :

## Palmarès
| Équipe du Maroc (2) |
| --- |
| - Coupe arabe universitaire U23 - Finaliste : 2022 - Coupe arabe des nations (1) - Champion : 2023 - Tournoi international de Rabat (1) - Vainqueur : 2023, |